# Sattledt
Sattledt je obec v Rakousku, leží ve spolkové zemi Horní Rakousko v okrese Wels-venkov, v regionu Hausruckviertel (historicky a geograficky taktéž v regionu Traunviertel) zhruba 60 km jižně od českých hranic. Na území obce se těží ropa a zemní plyn.

## Doprava
Sattledt leží na dálnici A1 (Vídeň - Salcburk), kterou na jižním okraji města křižuje dálnice A9 (Wels - Graz - Slovinsko), a na ni navazuje dálnice A8 k bavorským hranicím (Wels - Pasov). Na křižovatce končí i evropská silnice E59.

## Obyvatelstvo
V obci žilo k roku 2007 2 258 obyvatel, s celkovou hustotou zalidnění 104 lidí na kilometr čtvereční. K 1. lednu 2017 se jejich počet zvýšil na 2630.

## Politika

### Starostové
Starostou města je od roku 2003 Gerhard Huber z politické strany (ÖVP).
Předchozí starostové byli:
- Alois Wimmer (od 1. října 1939)
- Johann Roitner (od 15. dubna 1940)
- Mathias Ettl (ÖVP; od 25. listopadu 1945)
- Josef Wipplinger (v zastoupení/provizorně od roku 1947)
- Hubert Hödl (ÖVP; od 9. října 1949)
- Karl Atzelsdorfer (SPÖ; od 22. října 1967)
- Volker Werner-Tutschku (ÖVP; od 7. října 1979, znovu zvolen 5. října 1997)